# Смарагди Колумбії

## Перші смарагди конкістадорів

Смарагди й алмази, багаті родовища яких значною мірою визначили розвиток світового ринку коштовних каменів, забезпечили довготривале домінування Південної Америки з видобутку цих самоцвітів. Перші певні свідчення про смарагди Нового Світу пов'язані з ім'ям завойовника Мексики Ернаном Кортесом, який 1519 р. отримав у дар від імператора ацтеків Монтесуми смарагдове намисто з каменями виняткової краси . Відомий конкістадор став великим шанувальником рідкісних зелених каменів, зібрав їх багату колекцію до якої належав один із найбільш унікальних смарагдів усіх часів — «Королева Ізабелла» (вагою 964 карата). За свідченням Кортеса, у Палаці правосуддя в Теночтітлані (Мехіко) у ацтеків зберігався смарагд розміром зі страусине яйце (вважалося, що камінь сприяє з'ясуванню провинності підсудних). Проте, родовища смарагдів не були знайдені в Мексиці, рідкісні камені надходили з далеких південних країн, де їх розробка почалася ще у Х ст.
До величезних скарбів, захоплених конкістадорами в Перу 1533 р. (зокрема викуп Атауальпи) належало багато золотих речей, інкрустованих смарагдами. Смарагди прикрашали культові речі в храмах, навіть вбрання знатних інків «було змережене золотим і срібним шитвом, смарагдами, бірюзою та іншими коштовними каменями» («Хроніка Перу»).

## Смарагдичибча-муїска
Лише завоювання Нової Гранади (сучасна Колумбія), яке відбулося 1536—1539 рр., дозволило не тільки захопити величезну здобич у вигляді численних дорогоцінних смарагдів, але й відшукати рудники індіанців і багаті родовища самоцвітів. Конкістадор Хіменес де Кесадо у своїй доповіді «Стислий виклад завоювання Нового Королівства Гранада» (1539 р.) свідчить: «після завершення конкісти (тут: військової експедиції — авт.) між ними було розподілено 7 тисяч смарагдів, серед яких траплялись камені великої цінності, дуже коштовні. І це одна з причин, чому Нове Королівство треба цінити більше, ніж інші, які з'явилися в Індіях, тому що в ньому було виявлено те, чого жоден християнський государ, як ми знаємо, не мав (копальні — авт.). Вони були розвідані, хоча довгий час індіанці хотіли тримати у великій таємниці відомості про копальні, де згадані смарагди видобувалися. І хоча ми знаємо, що їх мусили б мати в інших краях, адже коштовні камені є в Перу, зокрема і деякі смарагди, але ніколи не було відомо про їхні розробки».
Педро Сьєса де Леон включив у свою «Хроніку Перу» свідчення про величезний смарагд, що шанувався індіанцями як божественний (рис. 5.31): «Стверджують, що у правителя поселення Манта є або був один смарагд величезних розмірів і дуже коштовний, який його предки вельми цінували й пишалися ним. У визначені дні вони виставляли смарагд на загальний огляд, вклонялися йому й вшановували, наче в ньому перебувало якесь божество. А якщо якому-небудь індіанцю або індіанці ставало зле, то після своїх жертвоприношень вони йшли з проханням до каменя, якому вони робили підношення з інших каменів… Кажуть, що цей камінь був такий великий і коштовний, що індіанці ніколи не хотіли свідчити про нього іспанським правителям і начальникам, навіть коли їм суворо погрожували, лякали, що знищать усіх, і то вони не зізнавалися у що вірують — таке велике було благоговіння перед каменем».
Розробки смарагдів іспанцями розпочалися 1555 р. Відправлений Хіменесом де Кесадо пошуковий загін із сорока конкістадорів під проводом капітана Педро де Валенсуела з великими труднощами досяг вершини «гори зелених каменів» Чуекуата (на схилах Східної Кордильєри колумбійських Анд) й виявив на висоті 2200—2400 м над рівнем моря рудники індіанців і виходи смарагдовмісних гірських порід (сучасне родовище Чівор, департамент Бояка, 100 км на північний схід від Боготи). Навіть видобути зразки каменів виявилося складним завданням: конкістадори задля руйнування порід пошкодили кілька мечів і списів, але змогли відокремити лише зразки в породах. Пізніше від індіанців іспанці довідалися, що розробку смарагдів ті вели два рази на рік після сезонів дощів, коли водні потоки розкривали виходи порід з коштовними каменями. Досвід індіанців під час гірничих робіт враховували й конкістадори.
Найбільш потужні родовища були виявлені дещо пізніше в районі Музо (той же департамент Бояка, 96 км північніше від Боготи). Про це відкриття 1564 р. повідомив намісник іспанського короля де Лейва, який вислав на завоювання багатих смарагдами земель експедиційний корпус капітана Хуана де Пенагоса. Незважаючи на формальну підлеглість іспанській короні, індіанці (племена музо й кахіма) розгорнули справжню війну з прибульцями, яка в різних проявах тривала протягом століть. Ці обставини разом із дуже складними умовами високогірного рельєфу й обмеженими можливостями сполучень деякий час стримували розвиток копалень.

## Розробки колоніального періоду
Як показали пізніші дослідження, родовища смарагдів у Колумбії згруповані у вигляді широкої смуги, що перетинає хребти Східної Кордильєри у північно-західному напрямку. Найбільш багатими районами є ділянки Музо в центрі смуги та Чівор — на її крайньому півдні. Смарагди містяться тут у вельми специфічних термальних альбітових або кальцитових жилах, розміщених у чорних вуглистих сланцях чи вапняках. Розробки вели відкритим (кар'єри) та підземним (штольні в поєднанні зі стовбурами) способами. Для отримання одного карата низькоякісного каменю необхідно було переробити близько 1 м3 сланцевої породи, для ювелірних каменів вищого класу — до 12 м3. Для цих робіт як невільників залучалися тисячі корінних жителів, які масово гинули від спеки й задухи підземних виробок . Тим не менш видобуток смарагдів сягнув небачених раніше масштабів, і ці камені заполонили Іспанію й усю Європу, а Богота перетворилася на один із найбільших ювелірних центрів світу. Торговці змушені були шукати нові ринки збуту американських самоцвітів у Османській імперії, Персії та Індії.
Копальні Чівор експлуатувалися іспанцями до 1675 р., причому їх закриття було пов'язане не з вичерпанням смарагдів, а з жорсткою боротьбою кількох впливових аристократів за право розробки родовища. У долю рудника втрутився навіть папа Клемент Х, який дуже цінував перуанські камені (рис. 5.34). Оскільки компромісу не було досягнуто, іспанський король Карл II особливим указом оголосив про ліквідацію рудника Чівор й заборону видобутку смарагдів. Копальні були покинуті й за кілька десятиріч забуті, причому рясна флора досить швидко вповні приховала сліди колишніх розробок і доріг, що вели до них.

## Часи незалежності
У 1886 р. колумбійський гірничий інженер Ф. Рестрено за архівними документами конкістадорів виявив приблизне місце, де проводились гірничі роботи й згодом знайшов рештки давнього акведука, який привів його на вершину хребта, де й розташовувались старі рудники. Це відкриття забезпечило «друге життя» родовищам смарагдів, до яких прийшла нова техніка.
У ХХ ст. Колумбія залишалась найбільшим постачальником смарагдів на світовий ринок, причому якість колумбійських каменів визнана неперевершеною. Слід зауважити, що значна частина колумбійських розробок у ХХ ст. (за різними оцінками — від 40 до 60 %) контролювалася гангстерськими угрупованнями або напівлегальними компаніями. Колумбійські копальні зажили сумнозвісної слави під красномовною назвою «смарагдове пекло». Тут робітники низької кваліфікації, так звані «скарбошукачі» («гуакерос») розшукують смарагди в масі гірських порід, що видані з шахти або обвалені з кар'єрного уступу підривними роботами. Ділянки з породою, де працюють сотні гірників, огороджені колючим дротом і контролюються озброєними охоронцями. Між гуакерос постійно виникають спалахи насильства й злочинів.